# Trévoux
Pour les articles homonymes, voir Trévoux et Le Trévoux.
Ne doit pas être confondu avec Crévoux.
Trévoux est une commune française située dans le département de l'Ain, en région Auvergne-Rhône-Alpes.
Ses habitants sont les Trévoltiens et les Trévoltiennes.

## Géographie

### Localisation
La ville est construite sur les pentes raides d'un talus qui descend jusqu'à la rive gauche de la Saône.
Située dans le département de l'Ain, elle est limitrophe de celui du Rhône.

### Hydrographie

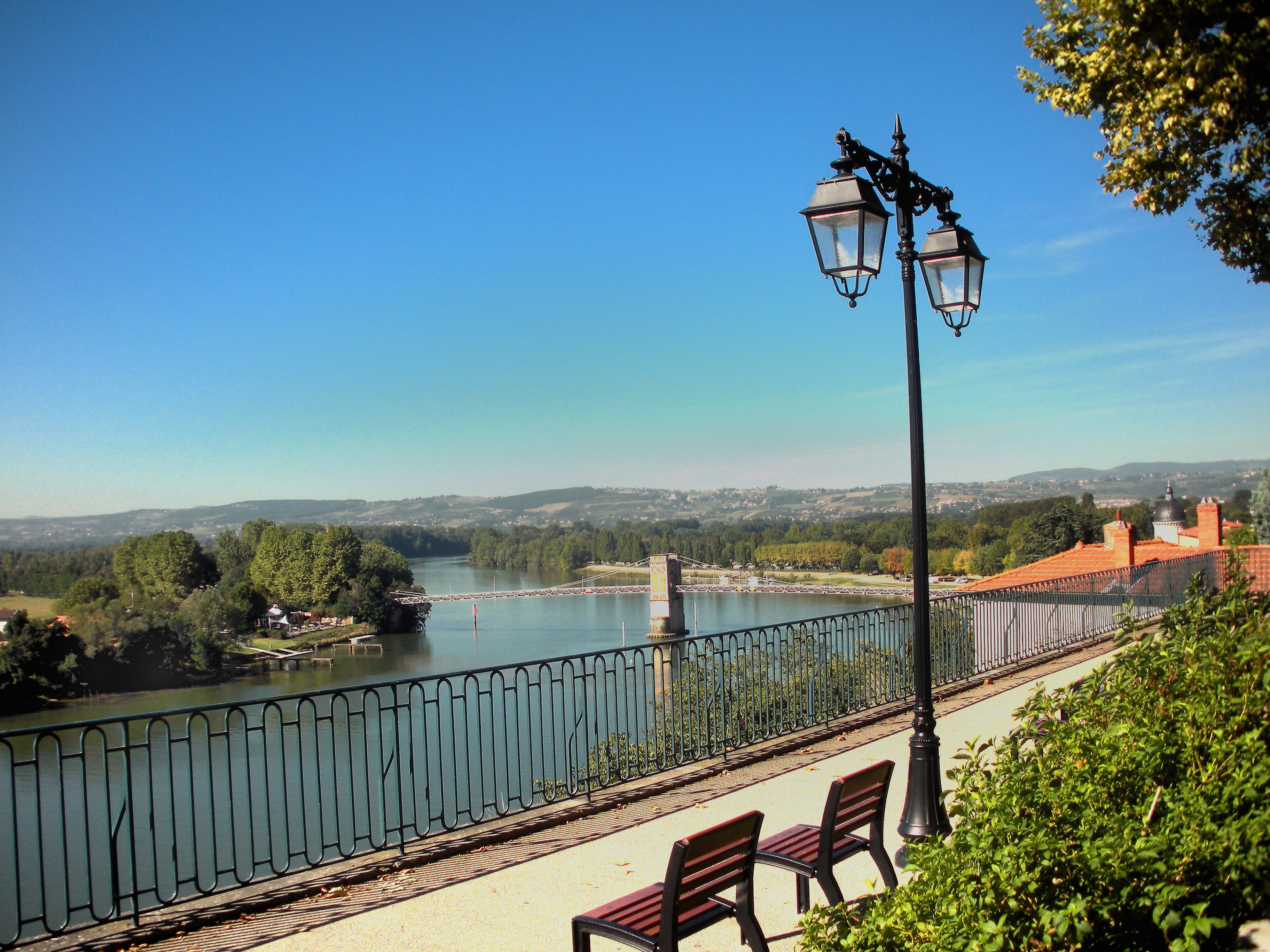
Vue sur la Saône a Trévoux.

La limite sud du territoire communal est formée par une courbe de la Saône.

### Climat
Pour des articles plus généraux, voir Climat d'Auvergne-Rhône-Alpes et Climat de l'Ain.
En 2010, le climat de la commune est de type climat océanique dégradé des plaines du Centre et du Nord, selon une étude du CNRS s'appuyant sur une série de données couvrant la période 1971-2000. En 2020, Météo-France publie une typologie des climats de la France métropolitaine dans laquelle la commune est dans une zone de transition entre le climat semi-continental et le climat de montagne et est dans une zone de transition entre les régions climatiques « Bourgogne, vallée de la Saône » et « Nord-est du Massif Central ».
Pour la période 1971-2000, la température annuelle moyenne est de 11,9 °C, avec une amplitude thermique annuelle de 18,1 °C. Le cumul annuel moyen de précipitations est de 764 mm, avec 9,1 jours de précipitations en janvier et 6,5 jours en juillet. Pour la période 1991-2020, la température moyenne annuelle observée sur la station météorologique de Météo-France la plus proche, sur la commune de Pommiers à 7 km à vol d'oiseau, est de 12,6 °C et le cumul annuel moyen de précipitations est de 778,0 mm,. Pour l'avenir, les paramètres climatiques de la commune estimés pour 2050 selon différents scénarios d'émission de gaz à effet de serre sont consultables sur un site dédié publié par Météo-France en novembre 2022.
| Mois                                  | jan.             | fév.            | mars           | avril         | mai            | juin         | jui.          | août           | sep.           | oct.            | nov.            | déc.            | année      |
| ------------------------------------- | ---------------- | --------------- | -------------- | ------------- | -------------- | ------------ | ------------- | -------------- | -------------- | --------------- | --------------- | --------------- | ---------- |
| Température minimale moyenne (°C)     | 1                | 1,4             | 4,3            | 7             | 10,7           | 14,3         | 16,2          | 15,9           | 12,3           | 9               | 4,6             | 1,7             | 8,2        |
| Température moyenne (°C)              | 3,7              | 4,9             | 8,8            | 12            | 15,9           | 19,8         | 22            | 21,7           | 17,4           | 13              | 7,6             | 4,3             | 12,6       |
| Température maximale moyenne (°C)     | 6,4              | 8,4             | 13,4           | 17            | 21,2           | 25,3         | 27,7          | 27,5           | 22,6           | 16,9            | 10,6            | 6,9             | 17         |
| Record de froid (°C) date du record   | −11,5 04.01.1993 | −12,9 05.02.12  | −10,3 01.03.05 | −3,9 08.04.03 | 0,3 05.05.1991 | 5,6 04.06.01 | 8 17.07.00    | 7,2 30.08.1998 | 3,5 30.09.1995 | −3,6 30.10.1997 | −9,1 23.11.1998 | −11 30.12.1996  | −12,9 2012 |
| Record de chaleur (°C) date du record | 17,8 10.01.15    | 21,3 24.02.1990 | 25 22.03.1990  | 29,4 25.04.07 | 33,5 25.05.09  | 38 22.06.03  | 40,5 31.07.20 | 40,1 07.08.15  | 34 14.09.20    | 28 04.10.11     | 22,6 03.11.05   | 19,5 16.12.1989 | 40,5 2020  |
| Précipitations (mm)                   | 47,3             | 38,1            | 45,3           | 58,4          | 73,4           | 70,3         | 76,3          | 72,8           | 70,4           | 86,2            | 85,3            | 54,2            | 778        |

## Urbanisme

### Typologie
Au 1er janvier 2024, Trévoux est catégorisée ceinture urbaine, selon la nouvelle grille communale de densité à 7 niveaux définie par l'Insee en 2022.
Elle appartient à l'unité urbaine de Lyon, une agglomération inter-départementale dont elle est une commune de la banlieue,. Par ailleurs la commune fait partie de l'aire d'attraction de Lyon, dont elle est une commune de la couronne,. Cette aire, qui regroupe 397 communes, est catégorisée dans les aires de 700 000 habitants ou plus (hors Paris),.

### Occupation des sols
L'occupation des sols de la commune, telle qu'elle ressort de la base de données européenne d’occupation biophysique des sols Corine Land Cover (CLC), est marquée par l'importance des territoires artificialisés (62,9 % en 2018), en augmentation par rapport à 1990 (50,5 %). La répartition détaillée en 2018 est la suivante : 
zones urbanisées (50,4 %), terres arables (24,5 %), zones industrielles ou commerciales et réseaux de communication (12,6 %), eaux continentales (7,3 %), zones agricoles hétérogènes (5,3 %).
L'évolution de l’occupation des sols de la commune et de ses infrastructures peut être observée sur les différentes représentations cartographiques du territoire : la carte de Cassini (XVIIIe siècle), la carte d'état-major (1820-1866) et les cartes ou photos aériennes de l'IGN pour la période actuelle (1950 à aujourd'hui).

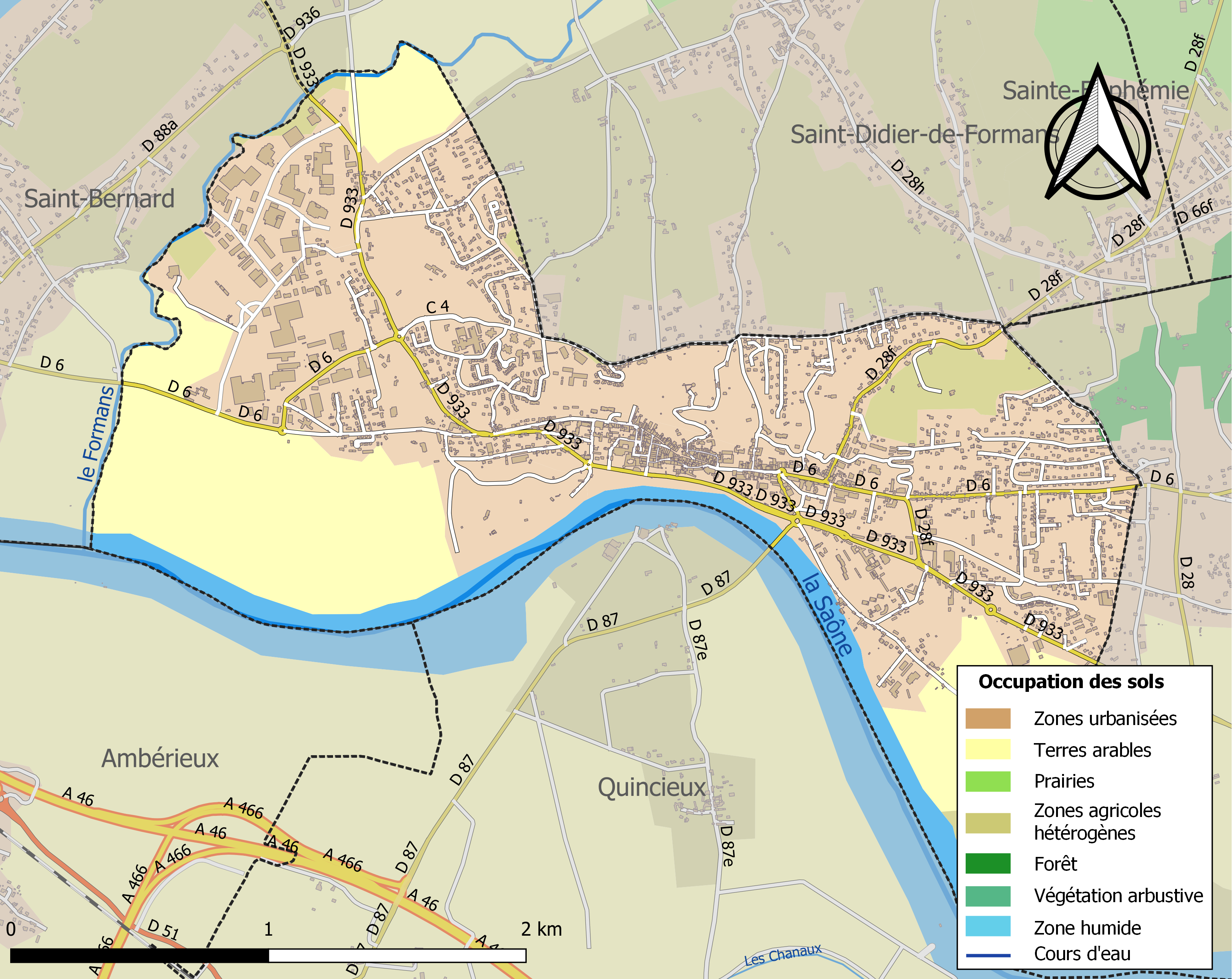
Carte des infrastructures et de l'occupation des sols de la commune en 2018 (CLC).

### Habitat et logement
En 2018, le nombre total de logements dans la commune était de 3 334, alors qu'il était de 3 021 en 2013 et de 2 894 en 2008.
Parmi ces logements, 89,7 % étaient des résidences principales, 1,5 % des résidences secondaires et 8,9 % des logements vacants. Ces logements étaient pour 44,4 % d'entre eux des maisons individuelles et pour 55,4 % des appartements.
Le tableau ci-dessous présente la typologie des logements à Trévoux en 2018 en comparaison avec celle de l'Ain et de la France entière. Une caractéristique marquante du parc de logements est ainsi une proportion de résidences secondaires et logements occasionnels (1,5 %) inférieure à celle du département (5,5 %) mais supérieure à celle de la France entière (9,7 %). Concernant le statut d'occupation de ces logements, 48 % des habitants de la commune sont propriétaires de leur logement (47,8 % en 2013), contre 62,4 % pour l'Ain et 57,5 pour la France entière.
| Typologie                                               | Trévoux | Ain  | France entière |
| ------------------------------------------------------- | ------- | ---- | -------------- |
| Résidences principales (en %)                           | 89,7    | 86,3 | 82,1           |
| Résidences secondaires et logements occasionnels (en %) | 1,5     | 5,5  | 9,7            |
| Logements vacants (en %)                                | 8,9     | 8,1  | 8,2            |

### Voies de communication et transports
Le principal axe routier de Trévoux est l'ex-RN 433 (devenue RD 933) qui traverse le département de Sermoyer au nord à Massieux au sud.
La ville est située à proximité des autoroutes A6 et A46.
Trévoux est desservie par les lignes A13, A19, A84 et A85 des cars de l'Ain.
Les gares SNCF les plus proches sont celles d'Anse et de Quincieux.

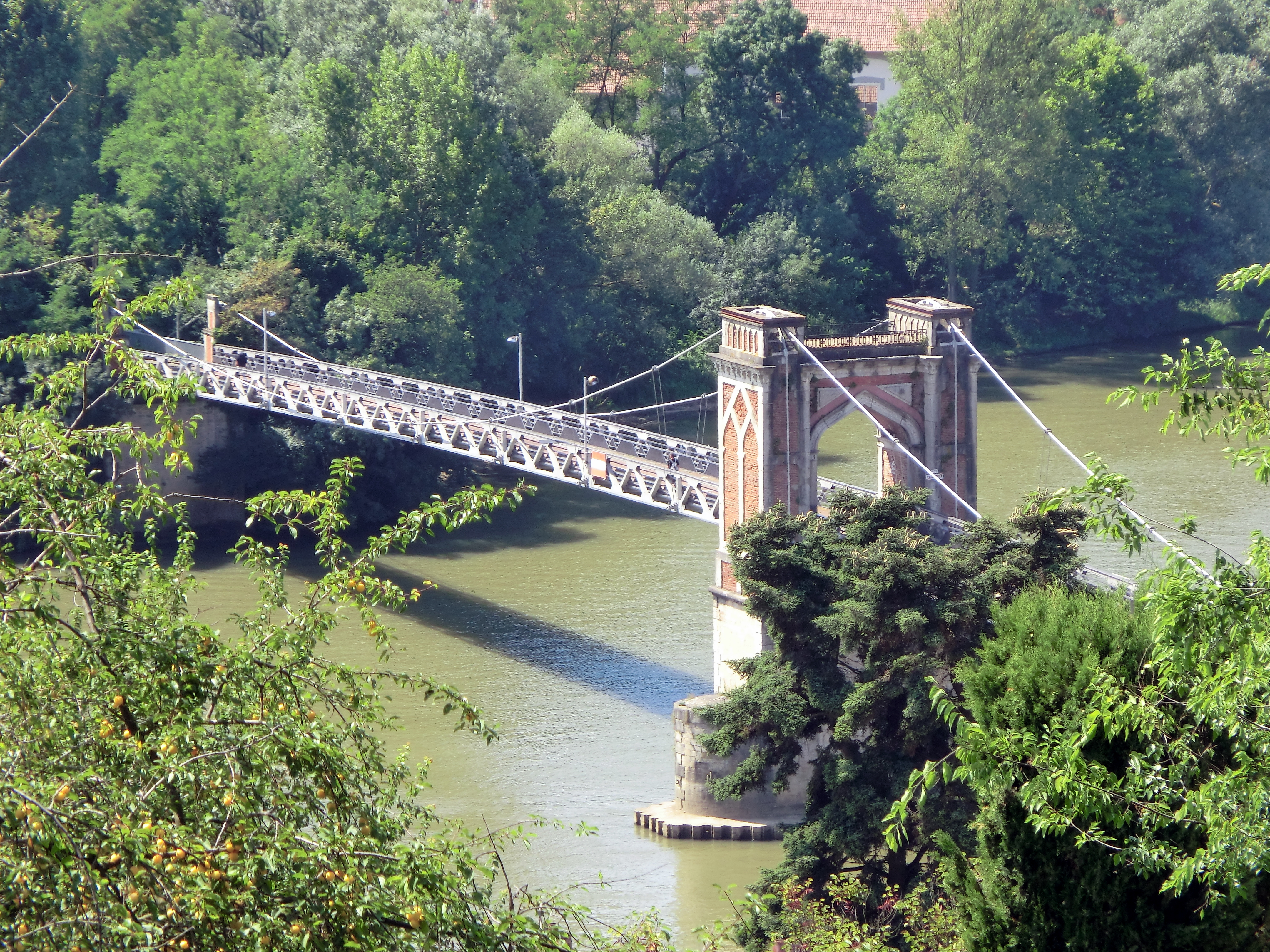
La passerelle de Trévoux sur la Saône, construite en 1851 sur les plans de l’ingénieur Paul-Léon Lehaître.
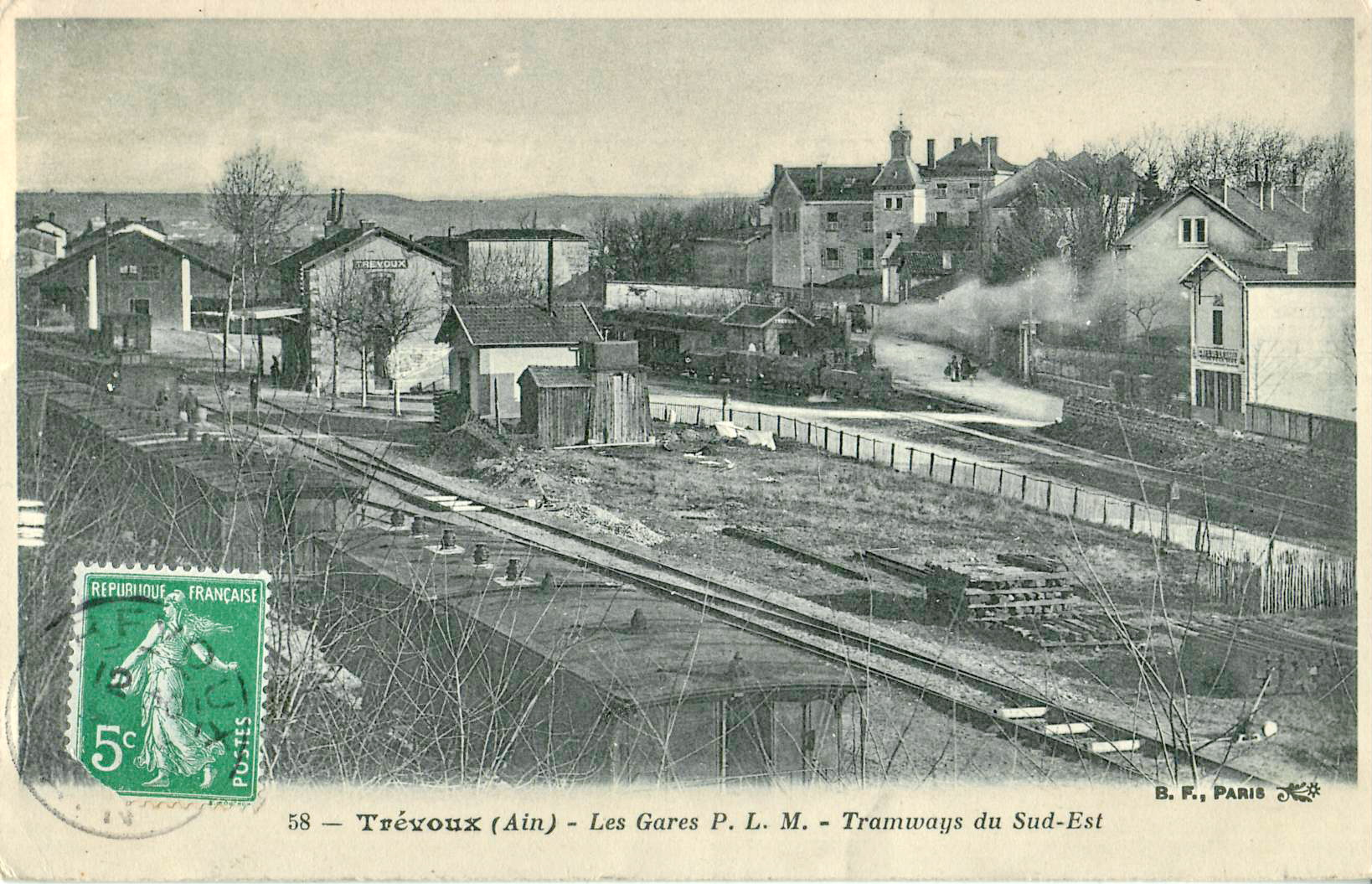
Trévoux disposait d'une double gare terminus, d'une part de la ligne de Lyon-Croix-Rousse à Trévoux du PLM, jusqu'en 1938, et d'autre part de la ligne de chemin de fer secondaire à voie métrique vers Jassans des tramways de l'Ain, qui ferma en 1936, et que l'on voit au second plan.

## Toponymie
« Trévoux » est un toponyme d'origine francoprovençale, qui dérive peut être du latin trivium (trois voies), ou de trois voltes (méandres) de la Saône.
Le x final ne se prononce pas. Les toponymes francoprovençaux transcrits sous une forme francisée comportent un x terminal s'ils étaient accentués sur la dernière syllabe (exemple : Chamonix) et un z s'ils étaient accentués sur la syllabe précédente (exemple : La Clusaz).

## Histoire

### Moyen Âge
En 843, le traité de Verdun partage l'empire de Charlemagne. La Saône matérialisera la frontière entre le royaume de France et l'Empire, où se situe Trévoux. C'est à cette situation frontalière que Trévoux devra son statut politique particulier.
À partir du XIIIe siècle, le péage fluvial établi à Trévoux prend de l'importance, et la ville se dote d'un château fort et d'une enceinte.
Trévoux (Trevos au XIe siècle) appartient du XIIe au XIVe siècle aux sires de Thoire-Villars, dont le dernier, Humbert VII, vend le fief en 1402 à Louis II de Bourbon, qui vient de recevoir les biens et titres d'Édouard II de Beaujeu. La réunion de ses terres constitue alors la souveraineté de Dombes dont Trévoux est la capitale.
C'est en 1308, des environs de Trévoux, que le Dauphin de Viennois assiège pendant huit jours le château de Beauregard (Beauregard).
En 1475, Pierre II de Bourbon (1438-1503) obtient en apanage de son frère Jehan le comté de Clermont, la seigneurie de Beaujolais et la principauté de la Dombes, où il met en place une puissante organisation administrative qui comprend douze châtellenies, dont Trévoux.
Un atelier monétaire fonctionna à Trévoux sous la maison de Bourbon et les princes usufruitiers. On suppose que c'est dans le périmètre de la maison des Sires de Villars que s'était installé, à partir de 1414, le premier atelier de fabrication de la monnaie.

### Époque moderne

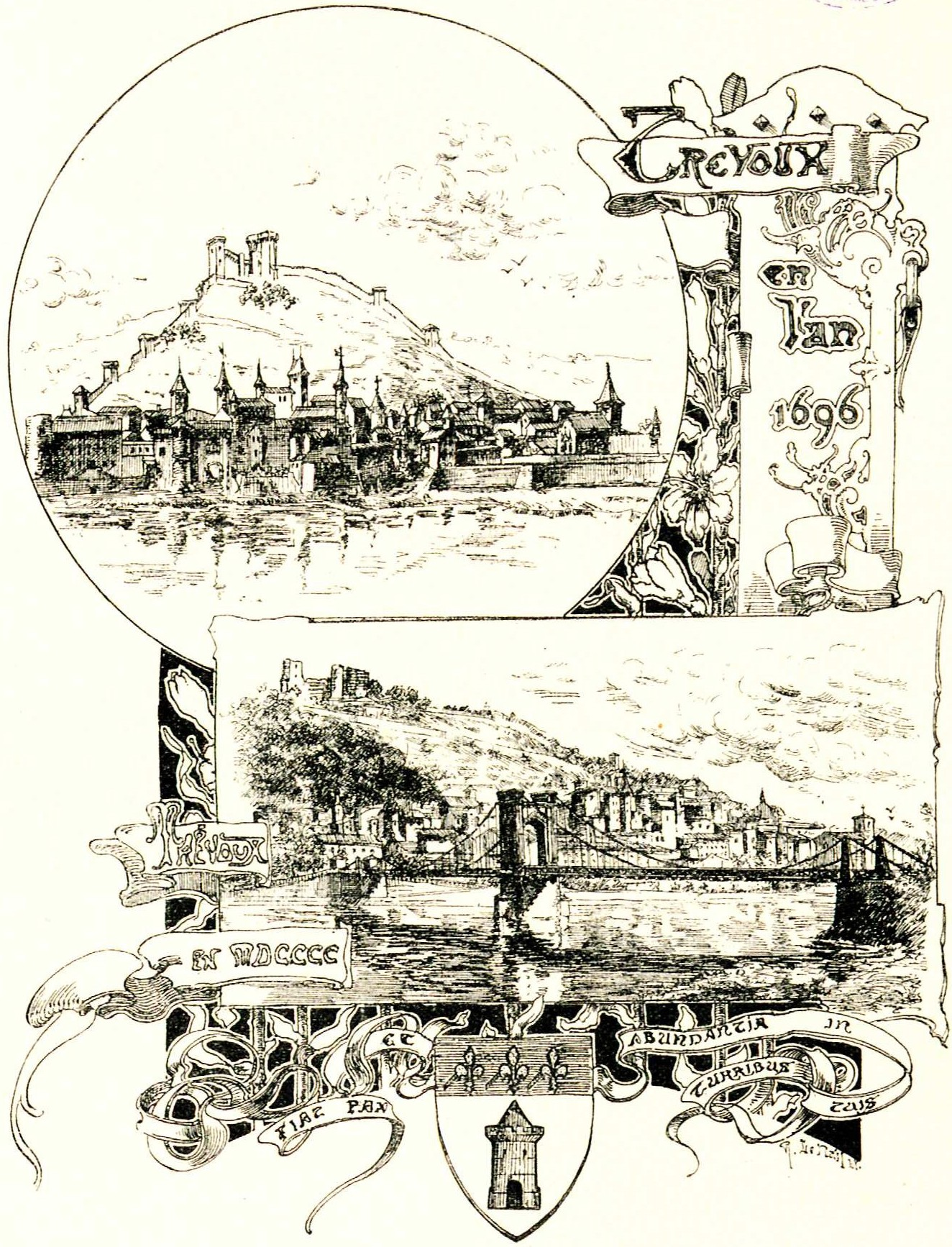
Vues de Trévoux en 1696 et 1900.

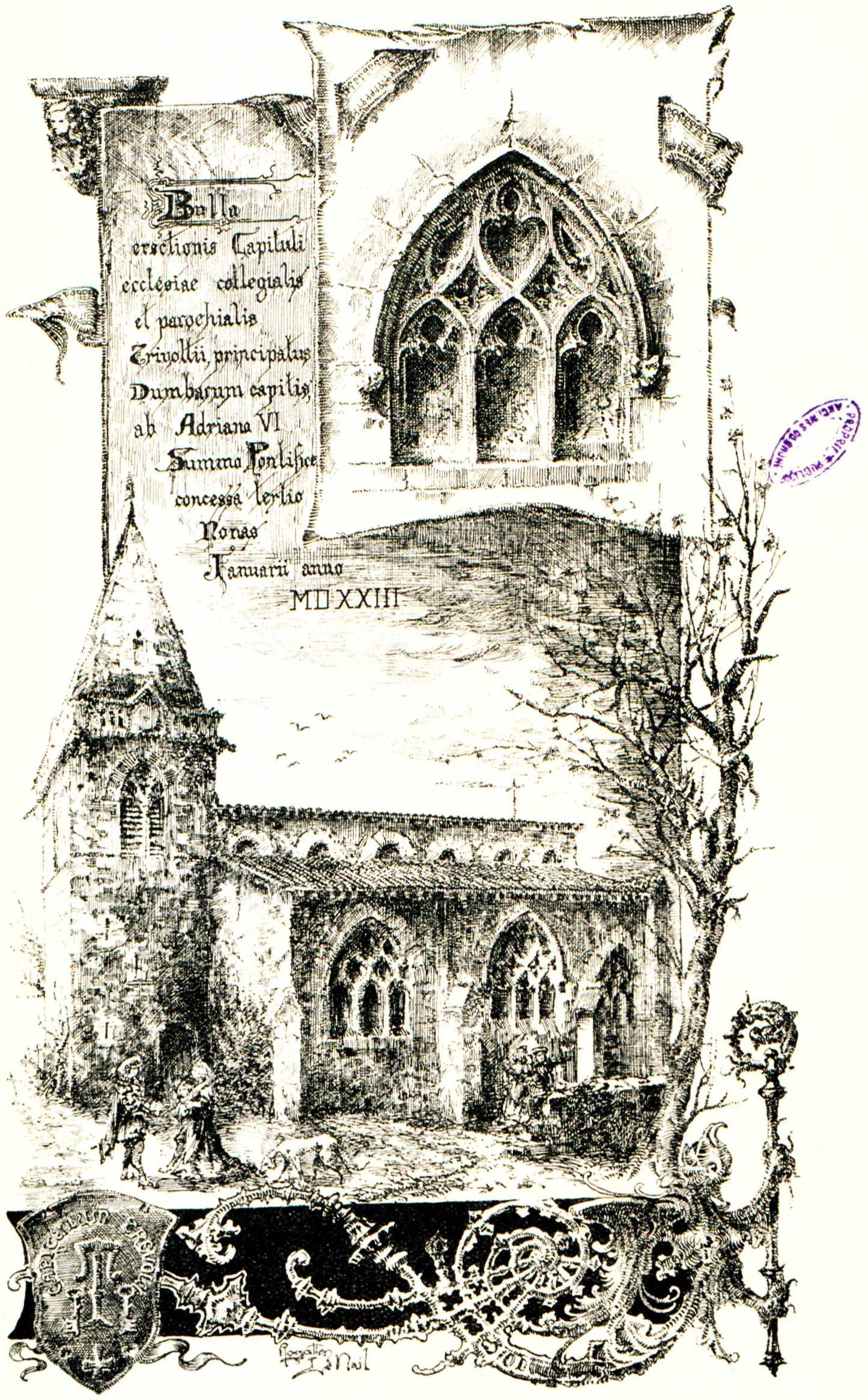
Église collégiale de Trévoux avant 1789.

La Dombes demeure la propriété des ducs de Bourbon jusqu'en 1523, date à laquelle le roi François Ier confisque les possessions du connétable de Bourbon pour trahison. Bien que la Dombes soit fief d'Empire et donc hors du royaume, Trévoux est annexé avec le reste des terres des Bourbon. Le roi institue un gouverneur et un parlement. En 1560, au terme d'une transaction entre Charles IX et Louise de Montpensier, sœur du connétable, la Dombes et Trévoux sont restitués aux Bourbon-Montpensier.
À la fin du XVIIe siècle, deux grands princes souverains, Anne-Marie-Louise d'Orléans, dite la Grande Mademoiselle, et son successeur Louis-Auguste de Bourbon, duc du Maine, font édifier deux monuments qui marquent encore aujourd'hui le paysage trévoltien : l'hôpital Montpensier et le palais du Parlement de Dombes.
C'est également à Trévoux qu'un bailliage puis, à partir de 1697, une juridiction d'appel sont mis en place.
Trévoux est aussi aux XVIIe et XVIIIe siècles un centre intellectuel. Son statut d'extraterritorialité attire des libraires et imprimeurs désireux de pouvoir exercer sans trop craindre la censure.
L'imprimerie de Trévoux, fondée en 1603, devient célèbre sous le règne de Louis XIV. Ses directeurs fondent une Académie, dite Société de Trévoux, qui publie les Mémoires pour l'histoire des Sciences et des Beaux-arts, plus communément appelés Journal de Trévoux. Paru entre 1701 et 1775, ce recueil littéraire est fondé et dirigé par des auteurs, pour l'essentiel jésuites parisiens, qui entretiennent par leurs articles philosophiques une longue polémique avec Voltaire et qui combattent violemment les encyclopédistes entre 1745 et 1762. Ils publient également les Mémoires de Trévoux et le Dictionnaire de Trévoux, un des premiers en langue française, qui constitue aujourd'hui encore un ouvrage de référence recherché par les bibliophiles.
Trévoux est aussi connu pour le tréfilage (l'étirage) des métaux précieux, notamment les fils d'or et d'argent utilisés dans l'industrie de la soie lyonnaise. Grâce à son statut particulier, les tireurs d'or qui y viennent pour étirer les fils n'ont pas à payer la taxe sur l'argue royale (machine permettant d'étirer les fils) de Lyon.
L'église de Trévoux construite au XIVe siècle est érigée en collégiale par une bulle d'Adrien VI en 1523.
En 1762, la souveraineté de Dombes est définitivement rattachée au royaume de France et perd ses avantages fiscaux et ses particularismes.

### Époque contemporaine
En 1790, à la Révolution, Trévoux devient une commune du département de l'Ain et le chef-lieu d'un district avec quatre cantons.
Le Premier Empire lui donne le rang de sous-préfecture avec une juridiction étendue, jusqu'en 1926 sur sept cantons et cent onze communes.
XIXe siècle

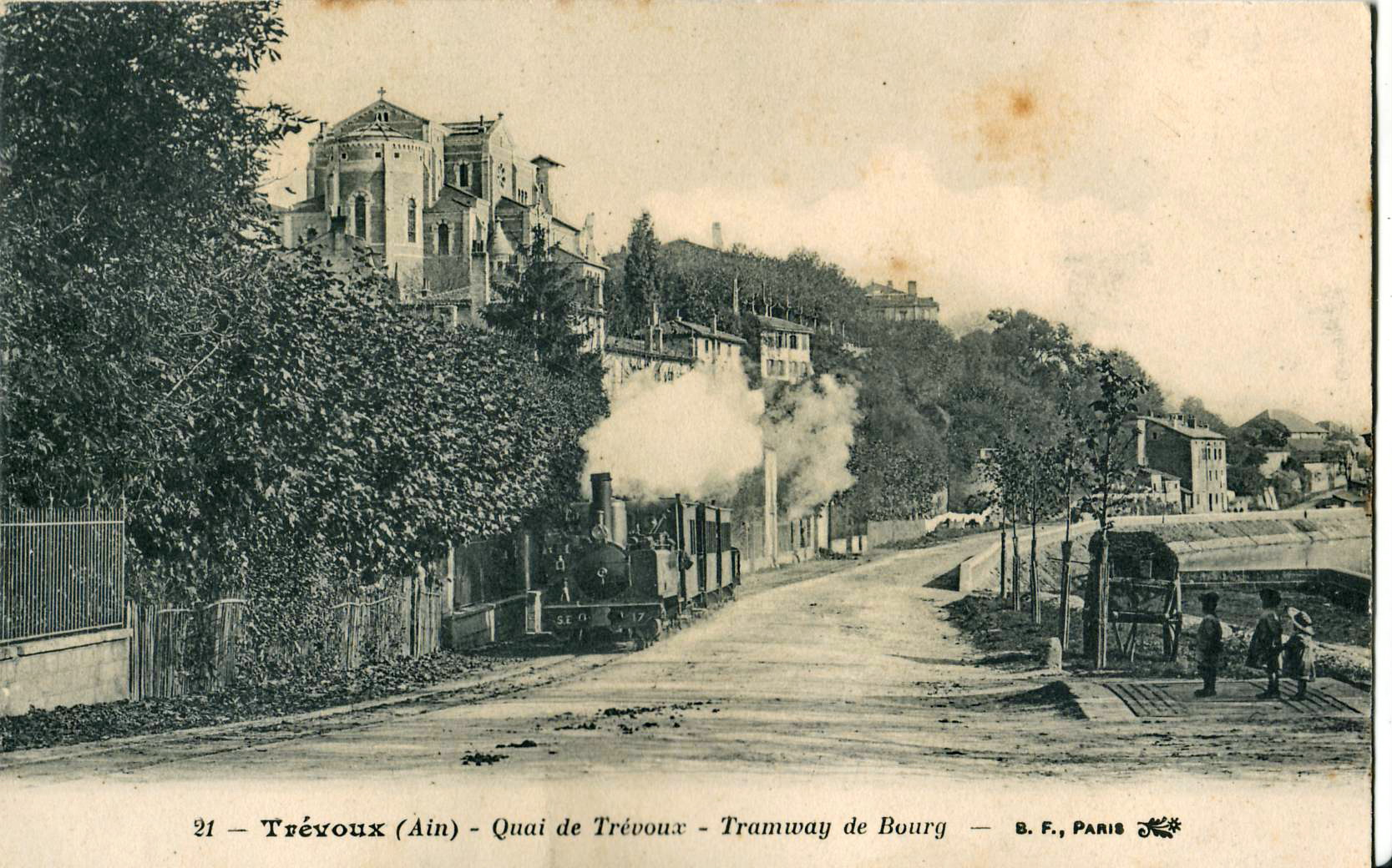
La ville fut desservie par les tramways de l'Ain et leur ligne de chemin de fer secondaire à voie métrique pour Jassans et Bourg-en-Bresse, qui fonctionna de 1897 à 1936. La ville fut également reliée à Lyon de 1882 à 1938, par la Ligne de Lyon-Croix-Rousse à Trévoux.

Trévoux conserve néanmoins son industrie de l'étirage d'or et d'argent et devient progressivement la capitale mondiale de la fabrication, non plus du produit mais de l'outil, la filière. En 1865, un ouvrier de Trévoux parvient à percer le diamant, le matériau le plus dur connu. L'industrie trévoltienne de la filière en diamant est florissante au XIXe siècle avant de décliner à nouveau avec les progrès techniques, notamment le perçage par laser.
XXe siècle
La ville est une sous-préfecture de l'Ain jusqu'en 1926. De la fin du XIXe siècle jusque dans les années 1950, Trévoux sera un centre important de traitement du diamant.
Lors de la rafle du 26 août 1943, quarante-six juifs résidant à Trévoux sont arrêtés parce que juifs et internés à l'école Bichat à Bourg-en-Bresse. René Nodot, délégué du service social des étrangers pour l’Ain et le Jura, réussira à sauver de la déportation plusieurs d'entre eux.

### Les Juifs de Trévoux

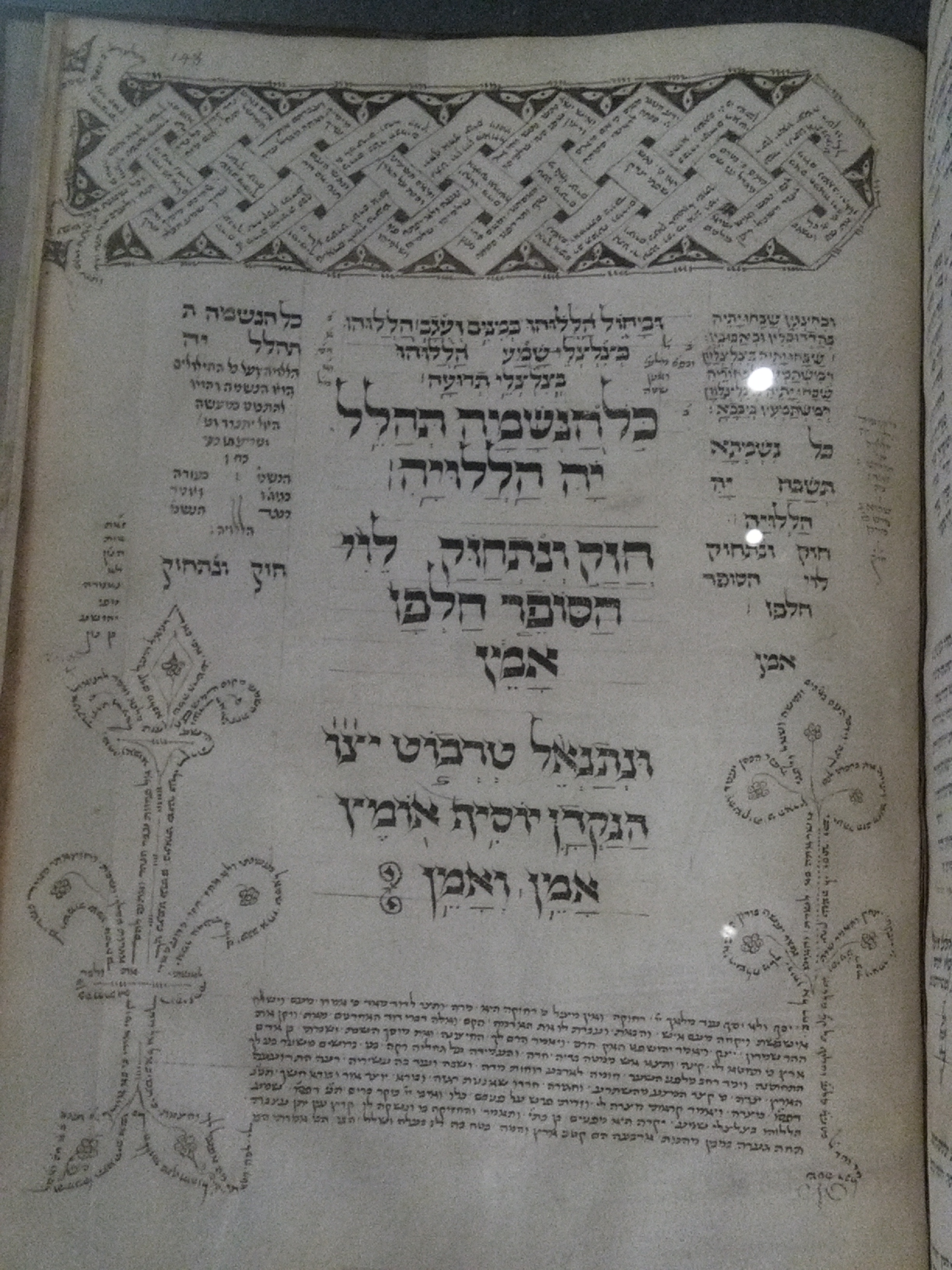
Manuscrit hébreu 114 de la Bibliothèque nationale de France. Les dernières pages indiquent que le manuscrit a été vocalisé par Néthanel de Trévot (Trévoux). Vers 1470-1480.

La ville de Trévoux, capitale du pays de Dombes, a été longuement pourvue d'une synagogue après que les Juifs eurent été chassés des terres de France. Le 30 juin 1417, le seigneur du lieu permet aux Juifs de continuer à étudier le Talmud comme ils ont accoustumé le temps passé, contrairement à la décision prise à Chambéry en janvier 1417 où les livres des Juifs avaient été saisis, condamnés et brûlés.
Henri de Villars, archevêque de Lyon et seigneur de Trévoux, avait stipulé dans la charte qu'il avait donnée à cette ville en 1300 qu'aucun juif ne devrait être autorisé à s'y installer. Un certain nombre de juifs néanmoins avaient obtenu la permission de s'y établir, moyennant le paiement d'une taxe annuelle de 15 livres.
Bannis de Lyon en 1420, les juifs s'établirent à Trévoux et y formèrent de puissantes confréries, s'occupant principalement de l'étirage de l'or et de l'argent. En 1425, ils furent obligés de contribuer largement à l'emprunt forcé que la ville a dû faire pour la duchesse de Bourbon. Les juifs qui travaillaient l'or et l'argent étaient autorisés à battre monnaie et les gravures étaient fort belles et la frappe était considérable. Lyon ne faisait presque point de lingots pour le trait d'argent, tout venait de Trévoux. Cette industrie faisait vivre à Trévoux plus de 500 personnes qui produisaient jusqu’à 6 000 lingots d'or et pour 160 000 marcs de trait d'argent. Cette industrie était à coup sûr la plus florissante de la ville.
En l'an 1429, les habitants catholiques, jaloux de la prospérité commerciale des juifs, se plaignent à madame Marie de Berry, duchesse de Bourbonnais et dame souveraine des Dombes, et à monsieur Amé de Thalaru archevêque de Lyon, leur prélat, de superstitions que véhiculeraient les juifs dans leurs livres et qui contiendraient des blasphèmes contre la religion chrétienne.
À la demande de l'archevêque, la duchesse de Bourbon a ordonné une enquête, qu'elle a confiée à maître Jean Reux, juge ordinaire du Beaujolais et à maître Jean Namy. juge d'appel du Beaujolais, Jean Chalon, licencié en droit, et à Aymie de Chambéry, juif converti au catholicisme, qui a été chargé d'inspecter les livres hébreux et de traduire les passages répréhensibles. Des perquisitions sont menées. Les livres ayant trait au Talmud sont mis sous clef et les juifs sont sommés de payer chacun vingt-cinq marcs d'argent et de dire vérité sur ce qui leur serait demandé. Un procès fut fait et rapporté au conseil de Madame de Bourbon et il fut fait ordonné aux juifs de quitter la ville de Trévoux. Ainsi furent chassés en 1429 les juifs de la ville de Trévoux et de Dombes. Trois ans plus tard, quelques-uns d'entre eux rentrèrent, mais ils furent de nouveau chassés en 1467, et il y eut une autre expulsion en 1488. Un certain nombre de ces juifs a ensuite pris le nom de «Trabot» ou «Traboto», indiquant leur lieu d'origine.

## Politique et administration

### Rattachements administratifs et électoraux
Rattachements administratifs
La commune, qui avait été chef-lieu de l'arrondissement de Trévoux, est depuis 1926 située dans l'arrondissement de Bourg-en-Bresse du département de l'Ain (département).
Elle était depuis 1793  le chef-lieu du canton de Trévoux. Dans le cadre du redécoupage cantonal de 2014 en France, cette circonscription administrative territoriale a disparu, et le canton n'est plus qu'une circonscription électorale.
Rattachements électoraux
Pour les élections départementales, la commune fait partie depuis 2014 d'un nouveau canton de Trévoux
Pour l'élection des députés, elle fait partie de la deuxième circonscription de l'Ain..

### Intercommunalité
Maricourt était le siège de la communauté de communes Saône Vallée, un établissement public de coopération intercommunale (EPCI) à fiscalité propre créé en 1994 et auquel la commune avait transféré un certain nombre de ses compétences, dans les conditions déterminées par le code général des collectivités territoriales.
Cette intercommunalité a fusionné avec sa voisine pour créer, le 1er janvier 2014, la communauté de communes Dombes Saône Vallée dont Trévoux est toujours le siège. Ce dernier est par ailleurs membre d'autres groupements intercommunaux.

### Administration municipale
Compte tenu de sa population, le conseil municipal de la ville de Trévoux compte 29 membres, dont le maire et ses adjoints.

### Tendances politiques et résultats
Au premier tour des élections municipales de 2014 dans l'Ain, la liste DVG  menée par le maire sortant Michel Raymond est battue par celle DVD  menée par Marc Péchoux, la première obtenant (1 100 voix, 44,19 %) étant devancée par la seconde 1 389 voix (55,81 %) lors d'un scrutin marqué par 37,81 % d'abstention
Au premier tour des élections municipales de 2020 dans l'Ain, la liste (DVD)  menée par le maire sortant Marc Péchoux obtient la majorité absolue des suffrages exprimés, avec 1 040 voix (53,25 %), devançant celle (DVG)  menée par Patrick Charrondiere (913 voix, 46,75 %), lors d'un scrutin marqué par 46,75 % d'abstention

### Liste des maires
| Période       | Période                        | Identité                       | Étiquette             | Qualité |
| ------------- | ------------------------------ | ------------------------------ | --------------------- | --- |
| 1870          | 1874                           | Johannès Erhard Valentin-Smith |                       | |
| 1874          | 1876                           | Louis Valentin-Smith           |                       | |
| 1876          | 1881                           | Claude Marie Diot              |                       | |
| 1881          | 1881                           | Donat Bollet                   |                       | Médecin |
| 1881          | 1883                           | François Guillot               | Républicain           | Conseiller général de Trévoux (1871 → 1883) |
| 1884          | 1887                           | Claude Marie Diot              |                       | |
| 1887          | 1901                           | Donat Bollet                   |                       | Médecin Conseiller général de Trévoux (1889 → 1923) |
| 1901          | 1904                           | Michel Baratier                |                       | |
| 1904          | 1912                           | Donat Bollet                   | Républicain démocrate | Médecin Député de l'Ain (1908 → 1912) Sénateur de l'Ain (1912 → 1923) Conseiller général de Trévoux (1889 → 1923) |
| 1912          | 1925                           | Jules Passaquay                | Radical               | Conseiller d'arrondissement conseiller général de Trévoux (1923 → 1928) |
| 1925          | 1930                           | Léon Marie Pey                 |                       | |
| 1930          | 1933                           | Antoine Gallet                 | Rad. ind.             | Conseiller général de Trévoux (1928 → 1940) Député de l'Ain (1936 → 1940) |
| 1933          | 1936                           | Georges André-Fribourg         | Radical               | Professeur agrégé d'histoire Député de l'Ain (1919 → 1928, 1932 → 1936) |
| 1936          | 1937                           | Pierre Molliard                |                       | |
| décembre 1937 | 1941                           | Gustave Clavez                 | SFIO                  | |
| janvier 1941  | 1944                           | Émile Dubuis                   | RPCD                  | Avocat |
| novembre 1944 | 1947                           | Gustave Clavez                 | SFIO                  | Conseiller général de Trévoux (1945 → 1949) |
| novembre 1947 | 1971                           | Émile Dubuis                   | MRP                   | Avocat Député de l'Ain (3e circ.) (1958 → 1967) Conseiller général de Trévoux (1949 → 1970) |
| 1971          | 1989                           | Michel Vittori                 | UDR puis RPR          | Comptable, membre du Conseil Économique et Social Conseiller général de Trévoux (1970 → 1976) Député-suppléant de Guy de La Verpillière |
| 1989          | mars 2014,                     | Michel Raymond                 | PS puis DVG           | Enarque, Inspecteur général des affaires sociales Président de la CC Saône Vallée (1992 → 2013) Président de la CC Dombes Saône Vallée (2014 → 2014) Conseiller régional de Rhône-Alpes (2004 → 2010 et 2011 → 2015) Président du Parc naturel régional de la Dombes (2013 → ? ) |
| mars 2014     | En cours (au 12 novembre 2020) | Marc Péchoux                   | DVD-LR                | Fonctionnaire Conseiller départemental de Trévoux (2015 → ) Président de la CC Dombes Saône Vallée (2020 → ) Président l’association des maires de l’Ain (2019 → 2020) Réélu pour le mandat 2020-2026                                                                            |

### Distinctions et labels
En 2014, la commune de Trévoux bénéficie du label « ville fleurie » avec « deux fleurs » attribuées par le Conseil national des villes et villages fleuris de France au concours des villes et villages fleuris.

### Jumelage
La ville est jumelée avec Ribeira de Pena (Portugal).

## Équipements et services publics

### Enseignement
En 2015, Trévoux dispose de deux complexes écoles maternelles et élémentaires publiques les Corbettes et Poyat ; d'un collège public Jean-Moulin ; d'un complexe école maternelle, primaire et collège privés La Sidoine, d'un lycée général et technologique du Val-de-Saône, et un ITEP (Institut thérapeutique, éducatif et pédagogique) associatif, Arc-en-Ciel.

### Santé
En 2012, l'hôpital de Trévoux fait partie de la communauté hospitalière de territoire de l'hôpital Nord-Ouest.

## Population et société

### Démographie
L'évolution du nombre d'habitants est connue à travers les recensements de la population effectués dans la commune depuis 1793. Pour les communes de moins de 10 000 habitants, une enquête de recensement portant sur toute la population est réalisée tous les cinq ans, les populations de référence des années intermédiaires étant quant à elles estimées par interpolation ou extrapolation. Pour la commune, le premier recensement exhaustif entrant dans le cadre du nouveau dispositif a été réalisé en 2004.

En 2022, la commune comptait 6 931 habitants, en évolution de +1,2 % par rapport à 2016 (Ain : +5,15 %, France hors Mayotte : +2,11 %).
| 1793  | 1800  | 1806  | 1821  | 1831  | 1836  | 1841  | 1846  | 1851  |
| ----- | ----- | ----- | ----- | ----- | ----- | ----- | ----- | ----- |
| 2 656 | 2 530 | 2 717 | 3 016 | 2 556 | 2 559 | 2 684 | 2 532 | 3 071 |

| 1856  | 1861  | 1866  | 1872  | 1876  | 1881  | 1886  | 1891  | 1896  |
| ----- | ----- | ----- | ----- | ----- | ----- | ----- | ----- | ----- |
| 2 749 | 2 794 | 2 863 | 2 655 | 2 889 | 2 698 | 2 661 | 2 687 | 2 662 |

| 1901  | 1906  | 1911  | 1921  | 1926  | 1931  | 1936  | 1946  | 1954  |
| ----- | ----- | ----- | ----- | ----- | ----- | ----- | ----- | ----- |
| 2 821 | 2 624 | 3 072 | 2 941 | 3 122 | 3 093 | 3 004 | 2 961 | 3 229 |

| 1962  | 1968  | 1975  | 1982  | 1990  | 1999  | 2004  | 2006  | 2009  |
| ----- | ----- | ----- | ----- | ----- | ----- | ----- | ----- | ----- |
| 3 594 | 4 231 | 4 583 | 4 982 | 6 092 | 6 392 | 6 852 | 6 812 | 6 746 |

| 2014  | 2019  | 2022  | - | - | - | - | - | - |
| ----- | ----- | ----- | - | - | - | - | - | - |
| 6 702 | 6 920 | 6 931 | - | - | - | - | - | - |

### Culture
La commune dispose d'un cinéma et une médiathèque.
La pratique et l’enseignement de la musique sont assurés par l’association Harmonie de Trévoux. Cet orchestre d’harmonie, composé de plus de 50 musiciens est actif sur la commune depuis 200 ans et gère une école de musique de 240 élèves.

### Sports
- Un club de football est basé à Trévoux : l'AS Misérieux Trévoux. On peut également citer le club de tennis de table, le Saône Vallée TT. Signalons également le club de rugby "Rugby-Trévoux-Chatillon" issu d'une entente entre les clubs de Trévoux et de Châtillon-sur-Chalaronne. Et la ville compte désormais un club de handball. Elle possède un club de pétanque.
- Présence de la piscine d'été Les cascades.

## Économie
À Trévoux se trouve le siège de l'entreprise Tubesca-Comabi, spécialisée dans la fabrication et la commercialisation de solutions d’accès, de travail et de protection en hauteur.

## Culture locale  et patrimoine

### Lieux et monuments

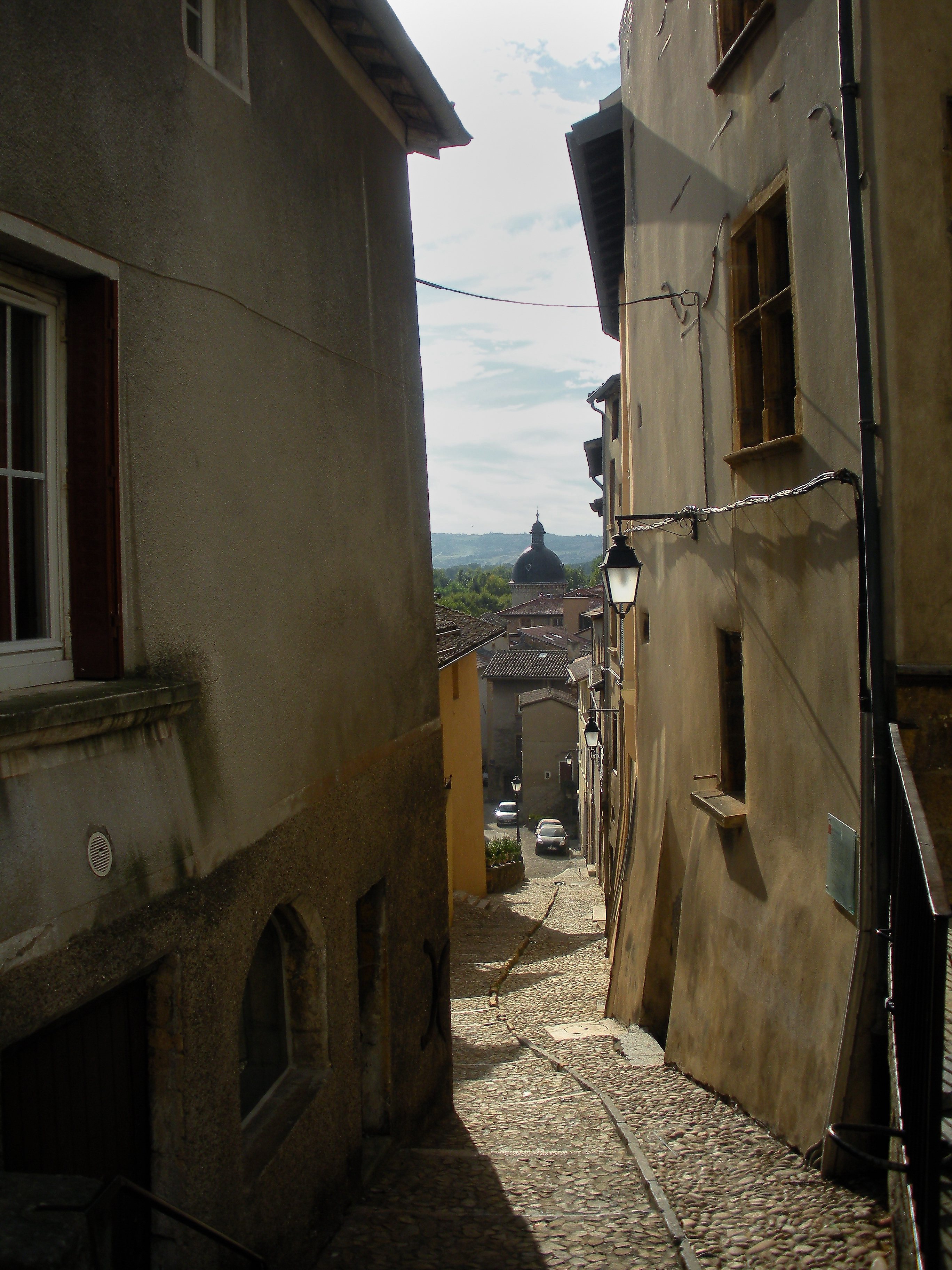
Ruelle Cassecou, au pavage en galets.

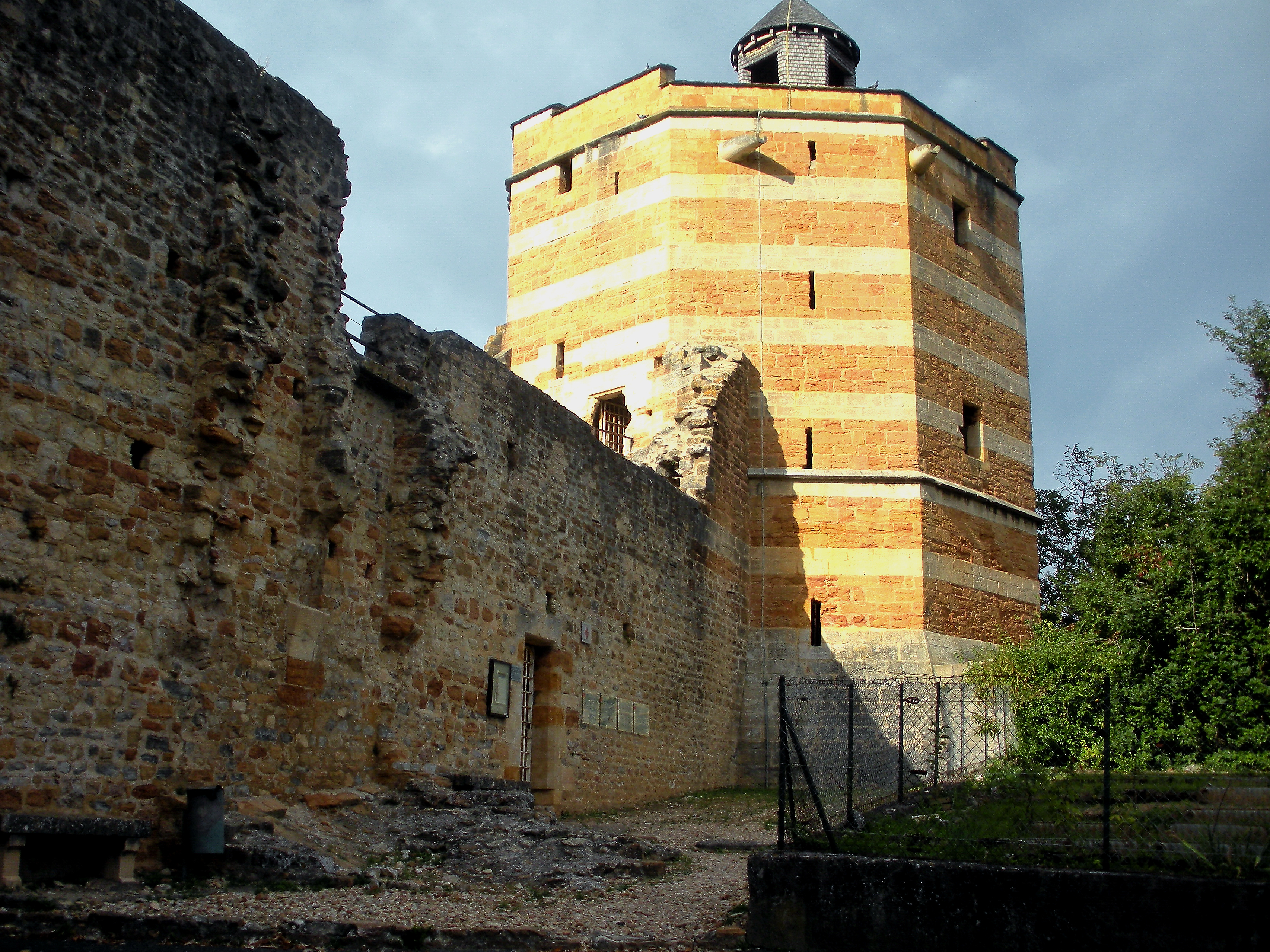
Le château et les vestiges du donjon.

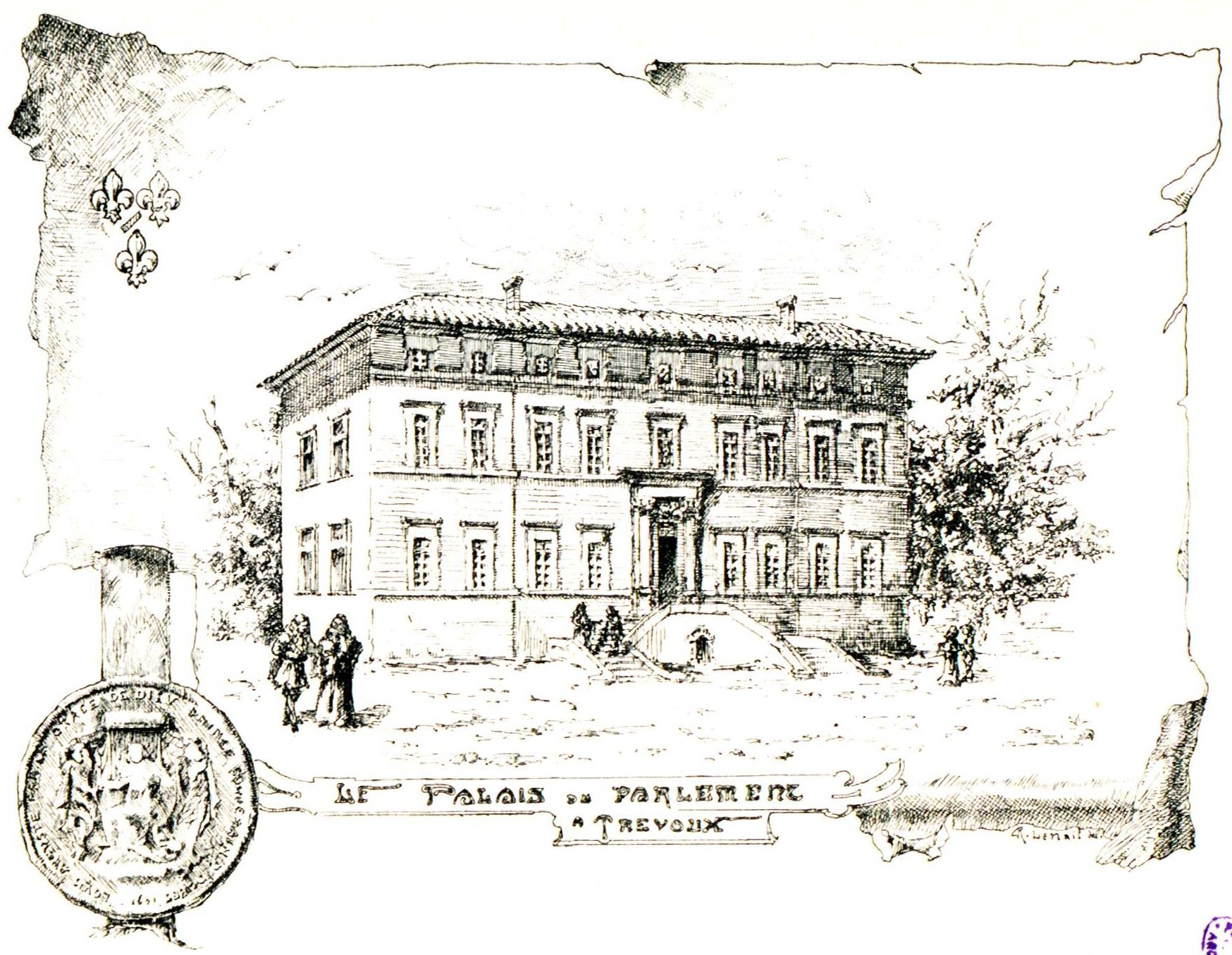
Palais du Parlement à Trévoux.

Le centre-ville comporte plusieurs bâtiments (hôpital, ancien Parlement, etc.) et hôtels particuliers des XVIIe – XVIIIe siècles. L'ensemble est dominé par les ruines d'un château fort probablement du tout début du XIVe siècle. À proximité du château se trouvent les restes d'une ancienne porte des fortifications.
- Le château de Trévoux est situé au sommet de la côtière des Dombes, dominant le bourg et la vallée de la Saône. Il conserve un grand donjon octogonal, haut à l'origine de 28 m et abaissé à 17 m en 1793, de la fin du XIIIe siècle, aux assises alternées de pierres blanches et dorées, ainsi que deux autres tours, datant des années 1350-1360, associées à la tour maîtresse par des courtines constituant la haute-cour du château.

Le château est fondé par les sires de Thoire-Villars afin de protéger un péage  que l'empereur germanique Henri VI leur confirme en 1188. En 1243, ils en font hommage à l'Église de Lyon.
Vendu aux Bourbons, en 1410 le duc Jean de Bourbon y établit un atelier monétaire. En 1431, le château résiste à tous les efforts des alliés de Savoie mais la ville est mise à sac et les habitants rançonnés : aux chrétiens qui ne purent se racheter au prix et dans les délais fixés on arracha une dent, aux juifs deux et, de plus, on leur coupa une partie de l'oreille.
Le château est ensuite confisqué par François Ier, puis abandonné, et se dégrade jusqu'à son rachat en 1822 par le département.
Outre l'important vestige historique et archéologique qu'il constitue, il permet de profiter d'un panorama sur le val de la Saône, la Dombes, le Beaujolais et les Monts d'Or.
- L'ancien Palais du parlement de Dombes, avec des décors de la salle d'audience sur le thème de la Justice et de la Paix.
- L'Hôtel de Fontbleins[42],[43], château construit après l'arrêté de 1696 par Balthazar Murgier de Fontbleins et son fils Louis, chevalier, capitaine du régiment de Boulonnais et tous deux magistrats conseillers au parlement de Dombes, date qui marque le transfert du siège du parlement à Trévoux, avec obligation pour les magistrats de résider dans la cité. L'édit royal est à l'origine de l'expansion de la ville vers l'est.
- Le château du Roquet inscrit à l'IGPC[44].
- Le château de Corcelles.
- Le château de Fétan.
- L'apothicairerie de l'hôpital Montpensier : au sein de l'ancien Hôtel Dieu, l'apothicairerie de Trévoux présente au visiteur des boiseries et une collection de pots inscrits à l'inventaire complémentaire des monuments historiques.
- L'Hôtel du gouverneur des Dombes.
- La maison Anginieur.
- La maison Guerrier.
- La maison des Sires de Villars.

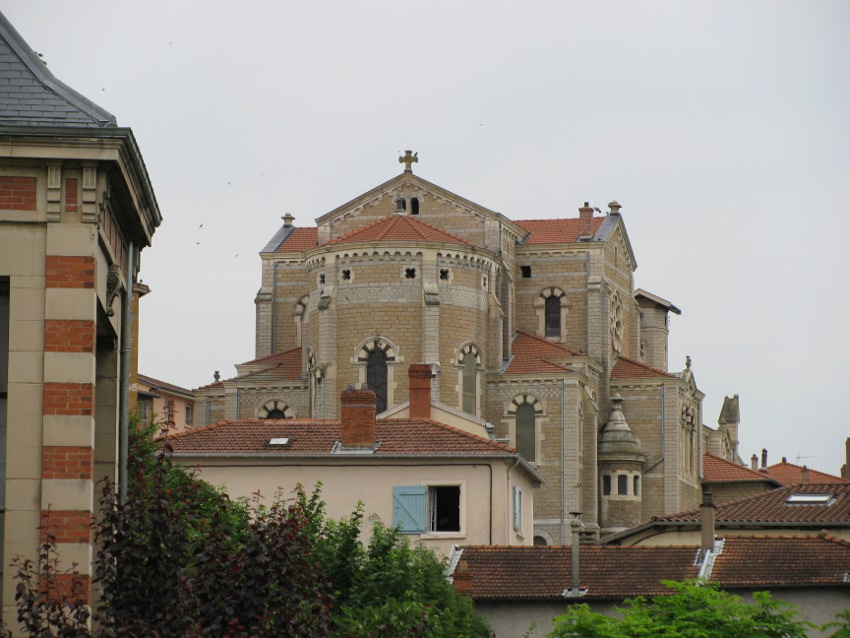
Église, partie arrière, abside et transept.

L'église Saint-Symphorien de style néo-roman a été construite sur le côté est de la place où se trouve le Parlement. Son édification sur l'emplacement de l'ancienne église-forteresse qui défendait la Porte de Lyon, a été réalisée entre 1899 et 1905, sur un terrain en pente. Du fait de ce terrain, elle a coûté plus cher que prévu pour pouvoir stabiliser les fondations. Inachevée, elle ne possède pas de clocher, et ses cloches sont abritées dans l'édicule en bois au flanc du bâtiment. De plus elle est orientée en sens inverse des églises catholiques classiques avec une entrée à l'est et un chevet à l'ouest toujours à cause du terrain fort pentu.

### Personnalités liées à la commune
- Jean-François de Vincent de Panette (1739-?), homme politique né à Trévoux, député de la noblesse aux États généraux de 1789.
- Jean-Marie Valentin-Duplantier (1758-1814), membre du Conseil des Cinq-Cents, conseiller général puis président du conseil général de l'Ain.
- Jacques Léviste de Montbriant (1773-1854), homme politique, député de l'Ain de 1820 à 1830.
- Betje Wolff et Aagje Deken, célèbres romancières hollandaises, vécurent à Trévoux de 1788 à 1797[45].
- Louis Étienne Jérôme Pétion de Villeneuve (1783-1847), militaire, fils de Jérôme Pétion de Villeneuve, révolutionnaire, maire de Paris. Il est mort à Trévoux le 24 décembre 1847 où il s'était retiré.
- Jean François Jules Herbé (1824-1893), militaire, mort au domaine de Mont-d'Arras, près de Trévoux.
- Louis Andrieux (1840-1931), homme politique, préfet de police de Paris, député du Rhône, sénateur des Basses-Alpes.
- François-Marie Treyve (1847-1906), architecte paysagiste né à Trévoux.
- Arthur Giry (1848-1899), historien médiéviste né à Trévoux.
- Antoine Gallet (1877-1958), homme politique né et mort à Trévoux.
- Marie-Reine Blanchard (1915-2003), auteure de la bande dessinée Bibiche, a passé sa jeunesse à Trévoux où son père était notaire.
- Daniel Dagallier (1926-), escrimeur, médaillé olympique, né à Trévoux.
- Laurent Jacquet, un vidéaste et un présentateur, a grandi à Trévoux.

### Exposition
Une exposition permanente sur la fabrication des filières en diamant, dont Trévoux a été la capitale mondiale jusqu'à la Seconde Guerre mondiale, est visible à l'office de tourisme de Trévoux Saône Vallée. L'exposition s'inscrit dans le cadre d'une maison bâtie à la Renaissance qui comporte encore des éléments architecturaux des XVe, XVIe et XVIIIe siècles.

### Héraldique
| Blason de Trévoux | Blason  | D'or à la tour couverte de gueules ouverte, ajourée et maçonnée de sable, au chef d'azur chargé de trois fleurs de lys du champ, chacune senestrée, en pointe, d'un bâton péri aussi de gueules en bande. |
| Blason de Trévoux | Détails | Le statut officiel du blason reste à déterminer. |